# NOAH The New Year 2023
NOAH The New Year 2023 fue un evento de lucha libre profesional promovido por la submarca Pro Wrestling NOAH de CyberFight. Tuvo lugar el 1 de enero de 2023, en Tokio, Japón, en el Nippon Budokan. El evento se transmitió en el servicio de televisión lineal en línea AbemaTV de CyberAgent y en el servicio de transmisión Wrestle Universe de CyberFight. Fue el primer pay-per-view promovido por NOAH en 2023.

## Resultados
En paréntesis se indica el tiempo de cada combate:
- Yasutaka Yano derrotó a Taishi Ozawa (4:01). 
  - Yano cubrió a Ozawa después de un «Fisherman Suplex Hold».
- Daiki Inaba, Masa Kitamiya & Yoshiki Inamura derrotaron a Funky Express (Akitoshi Saito, Muhammad Yone & Shuhei Taniguchi) (8:48). 
  - Inamura cubrió a Yone después de un «Musou».
- Alejandro, Dante Leon & Ninja Mack derrotaron a Kongo (Hi69, Shuji Kondo & Tadasuke) (8:11). 
  - Alejandro cubrió a Hi69 con un «Roll-Up».
- M3K (Masaaki Mochizuki, Susumu Mochizuki & Mochizuki Jr.) derrotaron a El Hijo del Dr. Wagner Jr., Atsushi Kotoge & Seiki Yoshioka (10:27). 
  - Mochizuki cubrió a Yoshiaka después de un «Infinite Package».
- Sugiura-gun (Kazuyuki Fujita, Kendo Kashin, Nosawa Rongai & Hiroshi Hase) derrotaron a KONGO (Katsuhiko Nakajima, Masakatsu Funaki, Manabu Soya & Hajime Ohara) (16:36). 
  - Hase cubrió a Ohara después de un «Northern Light Suplex Hold».
- Jack Morris derrotó a Timothy Thatcher (con Hideki Suzuki) (12:16). 
  - Morris cubrió a Thatcher después de un «Tiger Driver».
  - Después de la lucha, Jake Lee apareció y se unió a Morris.
- AMAKUSA derrotó a Junta Miyawaki y retuvo el Campeonato Peso Pesado Junior de GHC (15:00). 
  - Amakusa cubrió a Miyawaki con un «Crucifix Hold».
- TakaKoji (Takashi Sugiura & Satoshi Kojima) derrotaron a MaruKEN (KENTA & Naomichi Marufuji) y retuvieron el Campeonato en Parejas de GHC (18:40). 
  - Kojima cubrió a Marufuji después de dos «Western Lariats».
- Yoshinari Ogawa & Eita derrotaron a YO-HEY & Kzy y ganaron el Campeonato en Parejas Peso Pesado Junior de GHC (19:17). 
  - Eita cubrió a YO-HEY después de un «Imperial Uno».
- Kaito Kiyomiya derrotó a Kenoh y retuvo el Campeonato Peso Pesado de GHC (19:23). 
  - Kiyomiya cubrió a Kenoh después de un «Henkei Shining Wizard».
- Shinsuke Nakamura derrotó a The Great Muta (18:19).[3]
  - Nakamura cubrió a Muta después de  una «Kinshasa».
  - Este fue el último combate individual con el gimmick de Muta en NOAH.